# Minalabac
Minalabac, officiellement la municipalité de Minalabac est une municipalité de la province de Camarines Sur, aux Philippines. Selon le recensement de 2020, elle compte une population de 53 981 habitants.

## Géographie

### Barangays
Minalabac est politiquement subdivisé en 25 barangays. Chaque barangay se compose de puroks et certains ont des sitios.
| Nom du Barangay              | Code des codes géographiques standard des Philippines | Urbain/Rural | Population (Recensement 2020) |
| ---------------------------- | ----------------------------------------------------- | ------------ | ----------------------------- |
| Antipolo                     | 051722001                                             | Urbain       | 6 856                         |
| Bagolatao                    | 051722002                                             | Rural        | 1 277                         |
| Bagongbong                   | 051722003                                             | Rural        | 987                           |
| Baliuag Nouveau              | 051722004                                             | Rural        | 1 672                         |
| Vieux Baliuag                | 051722005                                             | Rural        | 3 452                         |
| Catanusán                    | 051722006                                             | Rural        | 1 393                         |
| Del Carmen-Del Rosario (Pop) | 051722007                                             | Rural        | 2 610                         |
| De Socorro                   | 051722008                                             | Rural        | 1 384                         |
| Hamoraon                     | 051722009                                             | Rural        | 1 849                         |
| clochard                     | 051722010                                             | Rural        | 4 430                         |
| Irayang Solong               | 051722011                                             | Rural        | 1 950                         |
| Magadap                      | 051722012                                             | Rural        | 1 295                         |
| Malitbog                     | 051722013                                             | Rural        | 2 155                         |
| Manapao                      | 051722014                                             | Rural        | 2 660                         |
| Mataoroc                     | 051722015                                             | Rural        | 2 810                         |
| Sainte (Sainte Famille)      | 051722016                                             | Rural        | 2 829                         |
| Salingogon                   | 051722017                                             | Rural        | 2 547                         |
| San Antonio (Pop)            | 051722018                                             | Rural        | 1 081                         |
| San Felipe-Santiago (Pop)    | 051722019                                             | Rural        | 841                           |
| San Francisco (Pop)          | 051722020                                             | Rural        | 584                           |
| San José                     | 051722021                                             | Rural        | 1 923                         |
| San Juan-San Lorenzo (Pob)   | 051722022                                             | Rural        | 1 498                         |
| Taban                        | 051722023                                             | Rural        | 1 277                         |
| Tariric                      | 051722024                                             | Rural        | 3 082                         |
| Timbang                      | 051722025                                             | Rural        | 1 539                         |

### Climat
| Les données climatiques pour Minalabac, Camarines Sur | Les données climatiques pour Minalabac, Camarines Sur | Les données climatiques pour Minalabac, Camarines Sur | Les données climatiques pour Minalabac, Camarines Sur | Les données climatiques pour Minalabac, Camarines Sur | Les données climatiques pour Minalabac, Camarines Sur | Les données climatiques pour Minalabac, Camarines Sur | Les données climatiques pour Minalabac, Camarines Sur | Les données climatiques pour Minalabac, Camarines Sur | Les données climatiques pour Minalabac, Camarines Sur | Les données climatiques pour Minalabac, Camarines Sur | Les données climatiques pour Minalabac, Camarines Sur | Les données climatiques pour Minalabac, Camarines Sur | Les données climatiques pour Minalabac, Camarines Sur |
| Mois                                                  | Jan                                                   | Fév                                                   | Mar                                                   | Avr                                                   | Mai                                                   | Juin                                                  | Juillet                                               | Août                                                  | Sept                                                  | Octobre                                               | Nov                                                   | Déc                                                   | Année                                                 |
| ----------------------------------------------------- | ----------------------------------------------------- | ----------------------------------------------------- | ----------------------------------------------------- | ----------------------------------------------------- | ----------------------------------------------------- | ----------------------------------------------------- | ----------------------------------------------------- | ----------------------------------------------------- | ----------------------------------------------------- | ----------------------------------------------------- | ----------------------------------------------------- | ----------------------------------------------------- | ----------------------------------------------------- |
| Maximum quotidien moyen °C (°F)                       | 33 (91)                                               | 32 (90)                                               | 35 (95)                                               | 37 (99)                                               | 38 (100)                                              | 36 (97)                                               | 35 (95)                                               | 33 (91)                                               | 35 (95)                                               | 34 (93)                                               | 33 (91)                                               | 32 (90)                                               | 34 (94)                                               |
| Minimum quotidien moyen °C (°F)                       | 27 (81)                                               | 27 (81)                                               | 29 (84)                                               | 31 (88)                                               | 32 (90)                                               | 32 (90)                                               | 31 (88)                                               | 29 (84)                                               | 30 (86)                                               | 29 (84)                                               | 28 (82)                                               | 28 (82)                                               | 29 (85)                                               |
| Précipitations moyennes mm (pouces)                   | 36,66 (1,44)                                          | 58,6 (2,31)                                           | 37,91 (1,49)                                          | 76.31 (3.00)                                          | 98,34 (3,87)                                          | 151,99 (5,98)                                         | 288,39 (11,35)                                        | 291,41 (11,47)                                        | 186,77 (7,35)                                         | 363.21 (14h30)                                        | 97,5 (3,84)                                           | 292,1 (11,50)                                         | 1 979,19 (77,9)                                       |
| Jours de pluie moyens                                 | 18                                                    | 23                                                    | 16                                                    | 17                                                    | 25                                                    | 28                                                    | 31                                                    | 26                                                    | 27                                                    | 29                                                    | 24                                                    | 29                                                    | 293                                                   |
| Source : Météo mondiale en ligne                      |                                                       |                                                       |                                                       |                                                       |                                                       |                                                       |                                                       |                                                       |                                                       |                                                       |                                                       |                                                       |                                                       |

## Source
- (en) Cet article est partiellement ou en totalité issu de l’article de Wikipédia en anglais intitulé « Minalabac » (voir la liste des auteurs).